# Noora Räty
Noora Helena Räty (* 29. Mai 1989 in Espoo) ist eine ehemalige finnische Eishockeytorhüterin und heutigw -trainerin, die über viele Jahre in der finnischen Naisten Liiga, russischen Schenskaja Hockey-Liga und der Canadian Women’s Hockey League aktiv war. Mit 16 Jahren war sie das jüngste Mitglied der finnischen Mannschaft bei den Olympischen Winterspielen 2006 in Turin und hat seither mehrfach Medaillen mit dem Nationalteam gewonnen. In den 2010er Jahren galt sie als eine der besten weiblichen Torhüter weltweit. Seit ihrem Karriereende 2023 arbeitet sie als Trainerin, unter anderem an der St. Cloud State University und bei Shenzhen KRS.

## Karriere

### Anfänge und Erfolge in Finnland
Noora Räty spielte trotz ihres geringen Alters schon früh in der Naisten SM-sarja, der höchsten Frauenspielklasse Finnlands, und war 2004 eine Teilnehmerin am IIHF Women's Hockey Development Camp 2004. Das Eishockeyspielen erlernte sie beim Club Jäähonka Espoo, bevor sie über das männliche C-Juniorenteam von EPS Espoo zu den Espoo Blues kam, wo sie in der Frauenmannschaft spielte und dort sofort zur ersten Torhüterin aufstieg. Mit den Blues gewann sie 2007, 2008 und 2009 die finnische Meisterschaft. Zudem erhielt sie während dieser Zeit zahlreiche persönliche Auszeichnungen.

### College-Eishockey in Nordamerika
Ab 2009 studierte Räty an der University of Minnesota Sportwissenschaft und spielt für die Golden Gophers, das Eishockeyteam der Universität, in der Western Collegiate Hockey Association. Schon in ihrem ersten Jahr dort wurde sie sowohl von der (regionalen) WCHA, als auch der (nationalen) NCAA, ausgezeichnet. Außerdem gehörte sie zu den Nominierten für den Patty Kazmaier Memorial Award. In den Jahren 2012 gewann sie jeweils nicht nur die Meisterschaft der WCHA, sondern auch die nationale College-Meisterschaft mit den Golden Gophers. In den vier Jahren im Collegesport setzte sie neue Rekorde für Fangquote (94,9 %), gewonnene Spiele insgesamt (114) und Siege pro Saison (38). Zudem erreichte sie 17 Shutouts in einer einzelnen Saison sowie 43 Shutouts insgesamt.

### Ausflug ins Männer-Eishockey
2013 beendete Noora Räty ihr Studium und kehrte zunächst nach Finnland zurück, wo sie für Tampereen Ilves auflief. Im Verlauf der Saison 2013/14 wurde sie dann vom russischen Spitzenklub SKIF Nischni Nowgorod verpflichtet. Nach den Olympischen Winterspielen 2014 veröffentlichte Räty den Gedanken, aufgrund der fehlenden Herausforderung in den bestehenden Frauenligen und der fehlenden Frauen-Profiliga ihre Karriere zu beenden. Ab 2014 spielte Räty ob der besseren Bedingungen und des höheren Spielniveaus im finnischen Männer-Eishockey: Zunächst für Kiekko-Vantaa in der zweitklassigen Mestis und Bewe TuusKi in der dritten Spielklasse (Suomi-sarja). In beiden Ligen war sie die erste finnische Spielerin und die erste Torhüterin überhaupt.
Ab 2015 war Noora Räty für KJT Hockey ebenfalls in der dritten Spielklasse aktiv, ehe sie im Verlauf der Saison 2016/17 zu Nokian Pyry wechselte. Im Sommer 2017 wurde sie vom neu gegründeten Frauenteam von Kunlun Red Star verpflichtet, das seit 2017 an der Canadian Women’s Hockey League teilnimmt. Dabei erhielt sie ein Gehalt als Botschafter des Eishockeys, das ihr erstmals in ihrer Karriere erlaubte, finanzielle Rücklagen zu bilden.
Nach der Saison 2018/19 wurde die CWHL aufgelöst und die Frauenmannschaft von Kunlun Red Star wechselte als Shenzhen KRS Vanke Rays zur Saison 2019/20 in die Schenskaja Hockey-Liga. 2020 gewann Räty mit den Vanke Ryas die Meisterschaft dieser Liga. Zur Saison 2021/22 wurde der Kader der Vanke Rays zur Olympiavorbereitung der chinesischen Nationalmannschaft mit Spielerinnen dieser gefüllt und Räty kehrte nach Finnland zurück. Dort spielte sie für HPK Hämeenlinna in der Naisten Liiga (ehemals SM-sarja). Im Januar 2022 kehrte sie in den Kader der Vanke Rays zurück und gewann anschließend ihre zweite Meisterschaft der russischen Eliteliga. Ab Ende September 2022 stand sie erneut bei HPK unter Vertrag, ehe sie ihre Karriere 2023 beendete.

### International

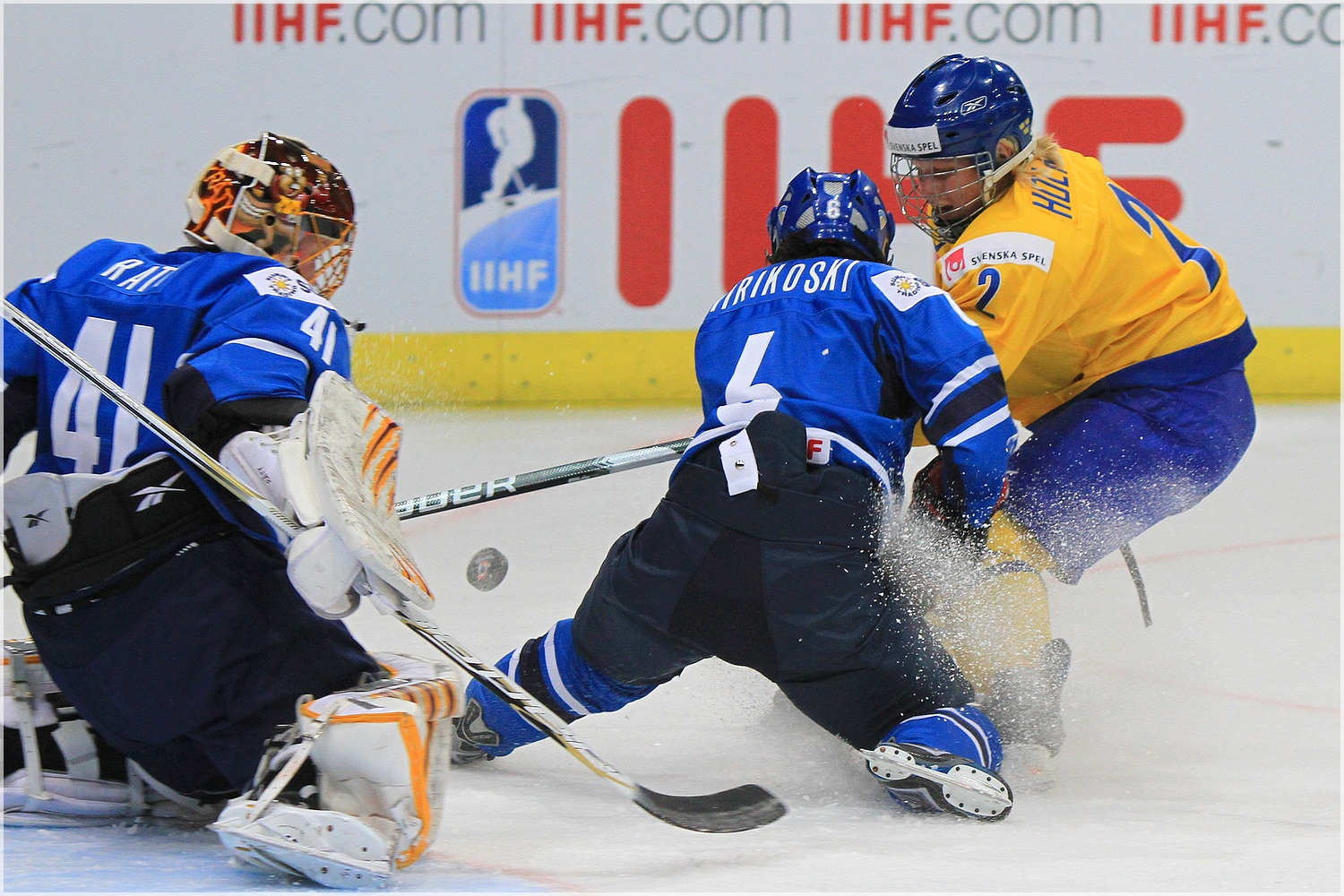
Noora Räty (links) bei der Weltmeisterschaft 2011

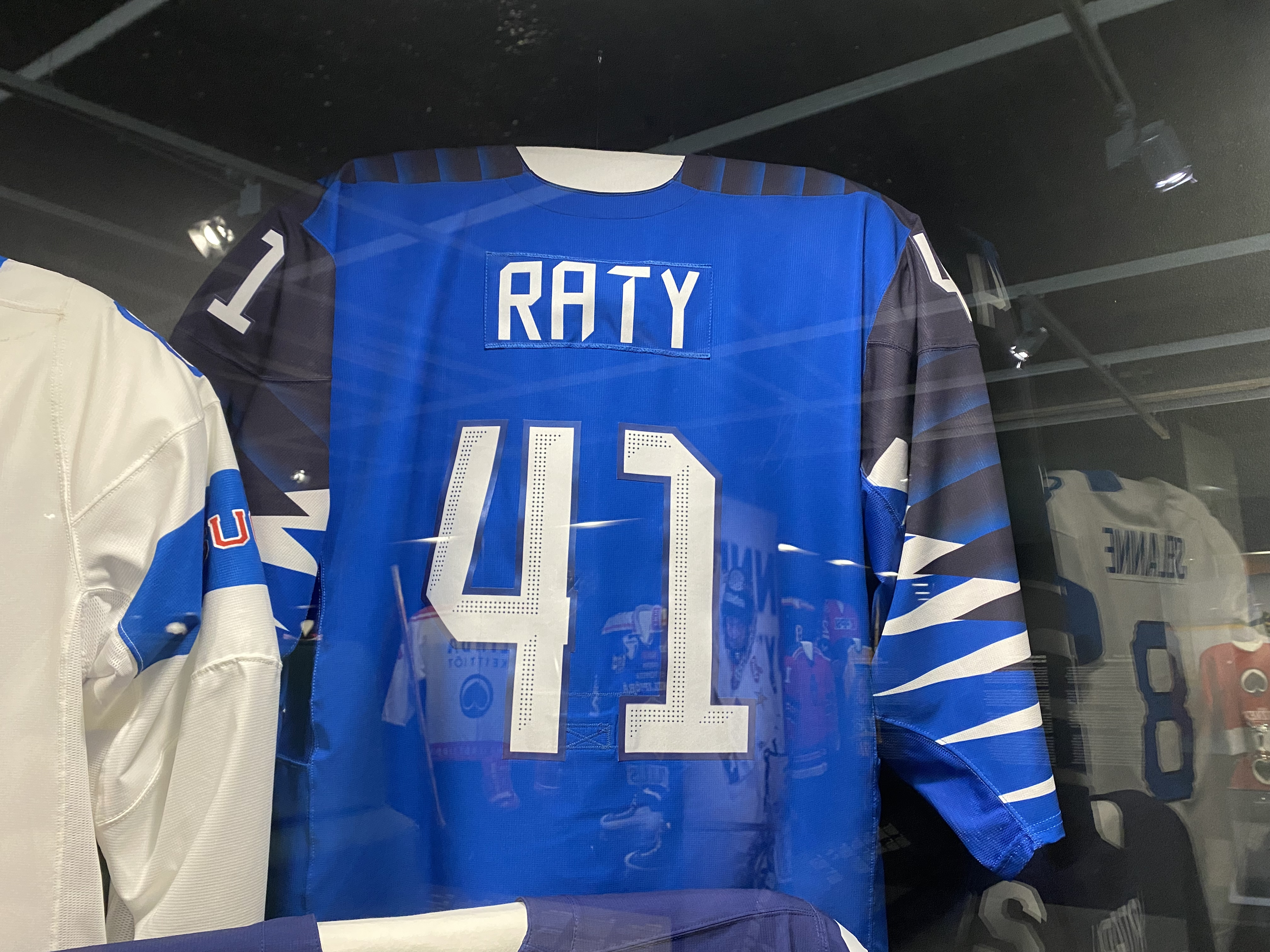
Trikot von Noora Räty im finnischen Eishockeymuseum

Noora Räty lief zunächst für die finnische U22-Auswahlmannschaft auf. Ab 2004 wurde sie erstmals in der finnischen Frauen-Nationalmannschaft eingesetzt und absolvierte 2005 ihre erste Weltmeisterschaft als Backup-Torhüterin von Anna-Kaisa Piiroinen. Ein Jahr später schaffte sie es ebenfalls in den Kader für die Olympischen Winterspiele 2006 in Turin, wurde dort in drei Spielen eingesetzt und belegte mit dem Nationalteam letztlich den vierten Platz.
Bei der Weltmeisterschaft 2007 wurde Räty als beste Torhüterin ausgezeichnet. Ein Jahr später, bei den Welttitelkämpfen 2008, gewann sie mit dem Nationalteam nicht nur die Bronzemedaille, sondern wurde ob der gezeigten Leistungen als Wertvollste Spielerin (MVP) und beste Torhüterin des Turniers ausgezeichnet sowie in das All-Star-Team berufen. Wiederum ein Jahr später, bei der Heim-Weltmeisterschaft in Hämeenlinna, erreichte sie erneut den Gewinn der Bronzemedaille.
2010 nahm sie an den Olympischen Winterspielen in Vancouver teil und gewann ihre erste olympische Medaille (Bronze). Weitere Bronzemedaillengewinne bei Weltmeisterschaften folgten 2011 und 2017, zudem wurde sie 2011 und 2017 als beste Torhüterin ausgezeichnet sowie 2013 und 2017 jeweils in das All-Star-Team des Turniers gewählt. 2018 nahm sie mit dem finnischen Nationalteam an einem weiteren olympischen Eishockeyturnier teil und gewann eine weitere Bronzemedaille. Zudem wurde sie in das All-Star-Team des Turniers berufen.
Bei der Weltmeisterschaft 2019 gewann sie erstmals die Silbermedaille, wurde abermals als beste Torhüterin ausgezeichnet und in das All-Star-Team berufen. 2022 beendete sie nach 217 Länderspielen offiziell ihre Nationalmannschaftskarriere.

## Erfolge und Auszeichnungen
- 2006 Rookie of the Year der Naisten SM-sarja
- 2007 Finnischer Meister mit den Espoo Blues
- 2007 All-Star Team der Naisten SM-sarja
- 2007 Spielerin des Jahres und beste Torhüterin der Naisten SM-sarja
- 2008 Finnischer Meister mit den Espoo Blues
- 2008 Wertvollste Spielerin der Naisten-SM-sarja-Playoffs
- 2009 Finnischer Meister mit den Espoo Blues
- 2009 Wertvollste Spielerin der Naisten-SM-sarja-Playoffs
- 2020 Gewinn der Schenskaja Hockey-Liga mit den Shenzhen KRS Vanke Rays
- 2022 Beste Fangquote der Naisten Liiga
- 2022 Gewinn der Schenskaja Hockey-Liga mit den Shenzhen KRS Vanke Rays
- 2022 Beste Fangquote der regulären Saison der Schenskaja Hockey-Liga
- 2022 Beste Fangquote und bester Gegentorschnitt der Playoffs der Schenskaja Hockey-Liga

### College
- 2010 All-WCHA First Team
- 2010 WCHA All-Rookie Team
- 2010 NCAA Division I All-America Team
- 2010 Nominiert für den Patty Kazmaier Award[10]
- 2011 All-WCHA First Team
- 2012 Meister der WCHA und NCAA
- 2013 Meister der WCHA und NCAA

### International
- 2007 Beste Torhüterin der Weltmeisterschaft
- 2008 Bronzemedaille bei der Weltmeisterschaft
- 2008 Wertvollste Spielerin der Weltmeisterschaft[11]
- 2008 All-Star-Team und beste Torhüterin der Weltmeisterschaft
- 2009 Bronzemedaille bei der Weltmeisterschaft
- 2010 Bronzemedaille bei den Olympischen Winterspielen
- 2011 Bronzemedaille bei der Weltmeisterschaft
- 2011 Beste Torhüterin der Weltmeisterschaft
- 2013 All-Star-Team der Weltmeisterschaft
- 2017 Bronzemedaille bei der Weltmeisterschaft
- 2017 Beste Torhüterin und All-Star-Team der Weltmeisterschaft
- 2018 Bronzemedaille bei den Olympischen Winterspielen
- 2018 All-Star-Team der Olympischen Winterspiele
- 2019 Silbermedaille bei der Weltmeisterschaft
- 2019 All-Star-Team und Beste Torhüterin der Weltmeisterschaft

## Karrierestatistik
(Legende zur Torhüterstatistik: GP oder Sp = Spiele insgesamt; W oder S = Siege; L oder N = Niederlagen; T oder U oder OT = Unentschieden oder Overtime- bzw. Shootout-Niederlage; Min. = Minuten; SOG oder SaT = Schüsse aufs Tor; GA oder GT = Gegentore; SO = Shutouts; GAA oder GTS = Gegentorschnitt; Sv% oder SVS% = Fangquote; EN = Empty Net Goal; 1 Play-downs/Relegation; Kursiv: Statistik nicht vollständig)